# Киркоров, Киркор
Киркор Михайлов Киркоров (болг. Киркор Михайлов Киркоров, фамилия при рождении Крикорян; род. 4 марта 1968, Варна) — болгарский боксёр армянского происхождения, представитель легчайшей и полулёгкой весовых категорий. Выступал за сборную Болгарии по боксу в период 1985—1992 годов, чемпион мира и Европы, победитель и призёр многих турниров международного значения, участник двух летних Олимпийских игр. В 1993—2010 годах боксировал также на профессиональном уровне.

## Биография
Киркор Киркоров родился 4 марта 1968 года в городе Варна, Болгария. Проходил подготовку в местном боксёрском клубе «Черно Море».

### Любительская карьера
Впервые заявил о себе в сезоне 1985 года, одержав победу в наилегчайшей весовой категории на юниорском международном турнире в Тбилиси. Участвовал также в чемпионате мира среди юниоров в Бухаресте, но попасть здесь в число призёров не смог.
В 1986 году поднялся в легчайший вес и стал серебряным призёром юниорского чемпионата Европы в Копенгагене.
Начиная с 1987 года состоял в основном составе болгарской национальной сборной и принимал участие в крупнейших международных турнирах. В частности, выиграл бронзовую медаль на турнире «Трофео Италия» в Венеции, уступив на стадии полуфиналов немцу Андреасу Тевсу, получил серебро на чемпионате Балкан в Приштине, был лучшим на домашних международных турнирах «Странджа» и «Ринг Софии». При этом в зачёте болгарского национального первенства стал вторым, проиграв в финале Александру Христову.
Благодаря череде удачных выступлений удостоился права защищать честь страны на летних Олимпийских играх 1988 года в Сеуле — в категории до 57 кг благополучно прошёл первых двоих соперников по турнирной сетке, тогда как в третьем бою в 1/8 финала со счётом 0:5 потерпел поражение от корейца Ли Джэ Хёка.
В 1989 году Киркоров победил на чемпионате Европы в Афинах и выиграл серебряную медаль на чемпионате мира в Москве, где в решающем финальном поединке был остановлен советским боксёром Айратом Хаматовым.
Принимал участие в Играх доброй воли 1990 года в Сиетле, проиграв в здесь в четвертьфинале американцу Айвену Робинсону. Боксировал на Кубке мира в Гаване, где тоже не попал в число призёров — в четвертьфинале уступил титулованному кубинцу Арнальдо Месе.
В 1991 году одолел всех оппонентов на мировом первенстве в Сиднее, в том числе в финале взял верх над корейцем Пак Док Гю.
Находясь в числе лидеров боксёрской команды Болгарии, прошёл отбор на Олимпийские игры 1992 года в Барселоне — на сей раз уже на предварительном этапе полулёгкого веса был побеждён немцем Андреасом Тевсом.

### Профессиональная карьера
Вскоре после барселонской Олимпиады Киркоров покинул расположение болгарской сборной и в феврале 1993 года успешно дебютировал на профессиональном уровне. Долгое время не знал поражений на профи-ринге, завоевал титулы чемпиона Болгарии в полулёгкой и второй легчайшей весовых категориях, сделав серию из 20 побед подряд.
В 1999 году удостоился права оспорить титулы чемпиона Европейского боксёрского союза и Международного боксёрского совета, принадлежавшие датчанину Деннису Хольбеку Педерсену. Поединок между ними состоялся в Дании и продлился все отведённые 12 раундов, в итоге судьи по очкам отдали победу Педерсену.
Начиная с этого проигрыша карьера Киркорова резко пошла на спад, он путешествовал по Европе в качестве джорнимена, встречаясь с заведомо более сильными соперниками и проигрывая им. Выходил на ринг против таких известных боксёров как Тончо Тончев, Кевин Лир, Ласло Богнар, Кевин Митчелл, Виталий Тайберт, Никки Кук, Артур Григорян, Иван Менди, Эдди Хайленд и др. В общей сложности провёл среди профессионалов 56 боёв, из них 29 выиграл (в том числе 6 досрочно) и 27 проиграл.

### Комментарии
1. ↑  Фамилия «Крикорян» ([[kʰɾikʰoɾjɑ́n]]) является западноармянской формой армянской фамилии Գրիգորյան (произносится как Григорян в восточноармянском)